# Атізьке міське поселення
Аті́зьке міське поселення (рос. Атигское городское поселение) — сільське поселення у складі Нижньосергинського району Свердловської області Росії.
Адміністративний центр та єдиний населений пункт — селище міського типу Атіг.
Населення сільського поселення становить 3106 осіб (2019; 3405 у 2010, 3906 у 2002).
Станом на 2002 рік існувала Атізька селищна рада (смт Атіг).